# Lijst van beschermd erfgoed in Namen (provincie)
Deze pagina bevat een overzicht van de lijsten van beschermd erfgoed in Namen, gerangschikt per Belgische gemeente. Het beschermd erfgoed maakt deel uit van het cultureel erfgoed in België.
- Lijst van beschermd erfgoed in Andenne
- Lijst van beschermd erfgoed in Anhée
- Lijst van beschermd erfgoed in Assesse
- Lijst van beschermd erfgoed in Beauraing
- Lijst van beschermd erfgoed in Bièvre
- Lijst van beschermd erfgoed in Cerfontaine
- Lijst van beschermd erfgoed in Ciney
- Lijst van beschermd erfgoed in Couvin
- Lijst van beschermd erfgoed in Dinant
- Lijst van beschermd erfgoed in Doische
- Lijst van beschermd erfgoed in Eghezée
- Lijst van beschermd erfgoed in Fernelmont
- Lijst van beschermd erfgoed in Floreffe
- Lijst van beschermd erfgoed in Florennes
- Lijst van beschermd erfgoed in Fosses-la-Ville
- Lijst van beschermd erfgoed in Gedinne
- Lijst van beschermd erfgoed in Gembloers
- Lijst van beschermd erfgoed in Gesves
- Lijst van beschermd erfgoed in Hamois

- Lijst van beschermd erfgoed in Hastière
- Lijst van beschermd erfgoed in Havelange
- Lijst van beschermd erfgoed in Houyet
- Lijst van beschermd erfgoed in Jemeppe-sur-Sambre
- Lijst van beschermd erfgoed in La Bruyère
- Lijst van beschermd erfgoed in Mettet
- Lijst van beschermd erfgoed in Namen
- Lijst van beschermd erfgoed in Ohey
- Lijst van beschermd erfgoed in Onhaye
- Lijst van beschermd erfgoed in Philippeville
- Lijst van beschermd erfgoed in Profondeville
- Lijst van beschermd erfgoed in Rochefort
- Lijst van beschermd erfgoed in Sambreville
- Lijst van beschermd erfgoed in Sombreffe
- Lijst van beschermd erfgoed in Somme-Leuze
- Lijst van beschermd erfgoed in Viroinval
- Lijst van beschermd erfgoed in Vresse-sur-Semois
- Lijst van beschermd erfgoed in Walcourt
- Lijst van beschermd erfgoed in Yvoir